# Julio Irazusta
Julio Irazusta (Gualeguaychú, provincia de Entre Ríos, Argentina, 23 de julio de 1899 – 5 de mayo de 1982), cuyo nombre completo era Julio Alberto Gustavo Irazusta fue un político y periodista de orientación nacionalista que colaboró estrechamente con su hermano mayor Rodolfo Irazusta.

## Primeros años
Era hijo de un productor rural y su familia era conocida como simpatizante de la Unión Cívica Radical.
Estudió en la Facultad de Derecho de la Universidad de Buenos Aires en la que se graduó de abogado en 1922. Escribió notas en la revista literaria  Revista Nacional en la que también colaboraba Ernesto Palacio y ambos simpatizaban con las propuestas del derechista español Ramiro de Maeztu, si bien Irazusta también admiraba al liberal italiano Benedetto Croce.

## Formación académica en Europa
Entre 1923 y 1927 Irazusta viajó por Europa, oportunidad en que estudió latín y filosofía en el Balliol College de Oxford, Gran Bretaña. En Francia conoció al líder de Acción Francesa, Charles Maurras y fue seducido por sus ideas, en tanto en Italia también vio con simpatía al fascismo al conocerlo en forma directa. 
De regreso en Argentina colaboró en la revista católica Criterio, Irazusta era crítico de la democracia y sostenía que la libertad de cultos era parte de una conspiración anticatólica que promovía el protestantismo, llegando a afirmar que era preferible para la Argentina una guerra civil antes que un gobierno izquierdista.
Irazusta que desde muy joven se había familiarizado con la política de comité, se incorporó como redactor al periódico La Nueva República, cuyo primer número apareció el 1° de diciembre de 1927, que dirigía su hermano Rodolfo.
El encargado de la sección política y  jefe de redacción era Ernesto Palacio. Además de ellos, otros redactores habituales fueron César Pico, Alberto Ezcurra, Tomás Casares –más adelante integró la Corte Suprema de Justicia de la Nación- y Juan Emiliano Carulla. 
La publicación -cuatro páginas con análisis de la situación política del momento además de notas en las que propagaba sólidos principios doctrinales- fue primero quincenal y luego semanal, llegando a editarse diariamente durante algún tiempo.
En su primer número el periódico fijó su posición ante la situación política. Denunció que en la sociedad argentina había una profunda crisis de orden espiritual originada por las ideologías nacidas a partir de la Revolución Francesa que se habían difundido en las décadas anteriores, sobre todo en las clases dirigentes y en la universidad, que habían producido el desconocimiento de las jerarquías. Atacaba en especial la forma en que se impartía la enseñanza como consecuencia de la ley 1420 y de la Reforma Universitaria y criticaba a los partidos avanzados y a la propaganda de la prensa populachera que había contribuido la difusión de la democracia, y al “obrerismo bolchevizante”, producto de la influencia de la Revolución Rusa. El diario alentaba a organizar la “contrarrevolución”, había que recuperar el Orden y los modelos preferidos eran la España del general Primo de Rivera y la Italia de Benito Mussolini.
Irazusta se acercó junto con su hermano Rodolfo al general José Félix Uriburu en 1927 proponiéndole encabezar un golpe de Estado contra Hipólito Yrigoyen pero no aceptó. Junto con su hermano y Roberto de Laferrere crearon la Liga Republicana, una organización juvenil fascista antiyrigoyenista. Cuando finalmente Uriburu derrocó al gobierno en 1930 Rodolfo Irazusta integró junto a Carulla, Ernesto Palacio y Bruno Jacovella el grupo de intelectuales  que lo apoyaba y propiciaba medidas de corte corporativista.
Menos entusiasta del general José Félix Uriburu que su hermano Rodolfo, Palacio y Carulla, Julio estaba en Europa cuando en setiembre de 1930 el militar encabezó el golpe de Estado que derrocó al presidente Yrigoyen.
La reforma auspiciada por los nacionalistas tenía características no totalmente delineadas. Estaba claro que un elemento básico era un total distanciamiento respecto de la democracia de sufragio universal y presuponía una remodelación drástica de las reglas de juego político antes de cualquier elección. Los discursos mencionaban continuamente la necesidad de restaurar el orden, la propiedad y las jerarquías. Sin embargo, a diferencia de los fascismos europeos, la derecha argentina consideraba que la clave del sistema político propuesto era el Ejército, y no organizaciones paramilitares.
Uriburu propuso la fundación de un Partido Nacional, al que deberían adherirse los demás partidos, aunque estaban excluidos el radicalismo yrigoyenista y posiblemente el Partido Socialista. La invitación fue rechazada por todos, salvo algunos grupos conservadores. Uriburu se había adelantado a convocar a elecciones para gobernador de Buenos Aires, confiando en presentar una candidatura única del Partido Nacional frente a los radicales; cuando su proyecto fracasó, no pudo retractarse.